# دستگاه بلوری سه‌شیب

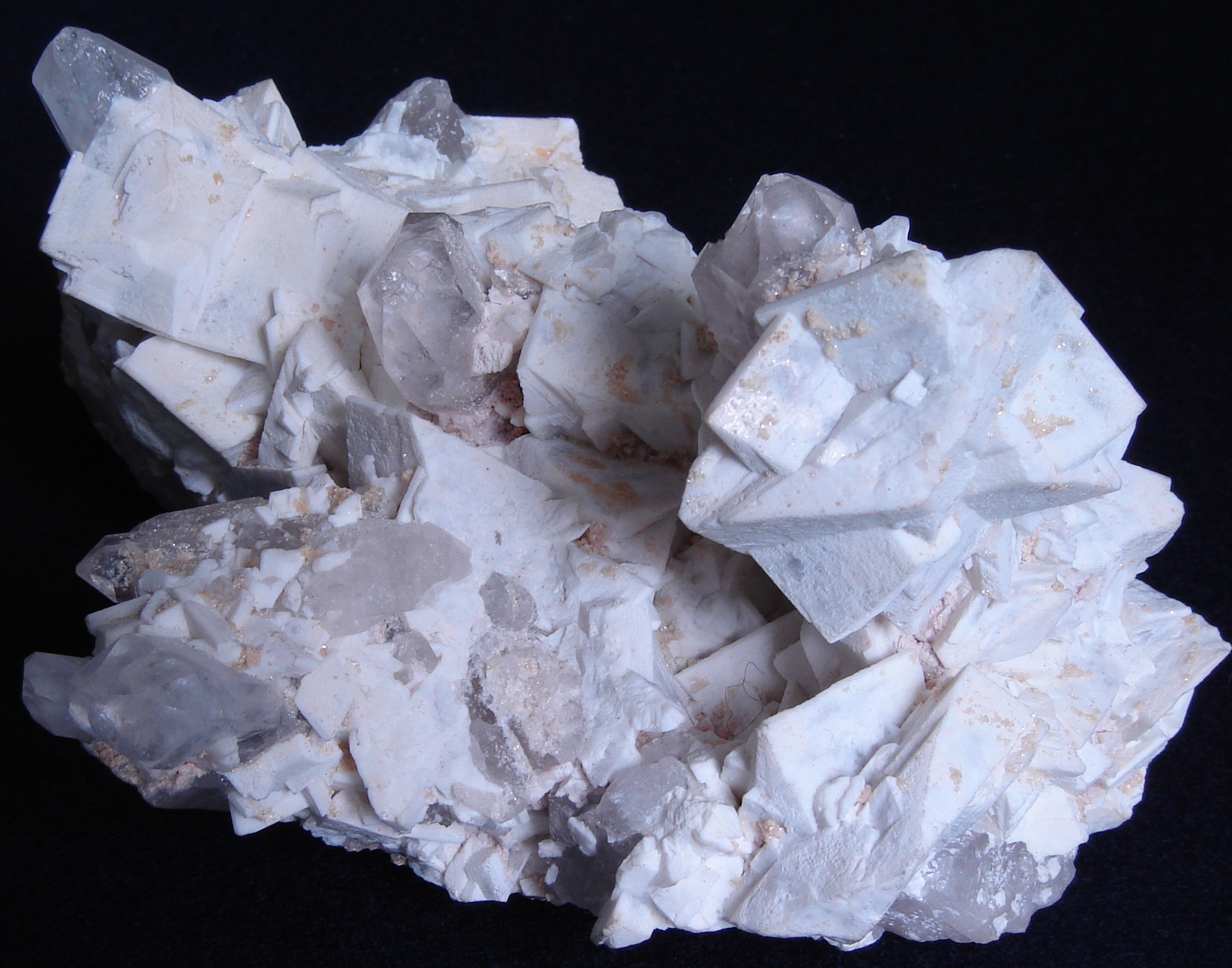
بلور میکروکلین (KAlSi3O8) که ساختار سه‌شیب دارد.

سه‌شیب (تریکلینیک)

دستگاه بلوری سه‌شیب، سامانهٔ سه‌شیبی یا تریکلینیک (به انگلیسی: Triclinic) یکی از ۷ دستگاه بلوری (دستگاهی که با سه بردار شناخته می‌شود) است که در آن سه بردار نامساوی بوده و هیچ‌کدام راست‌گوشه نیستند.